# Chris Kolb

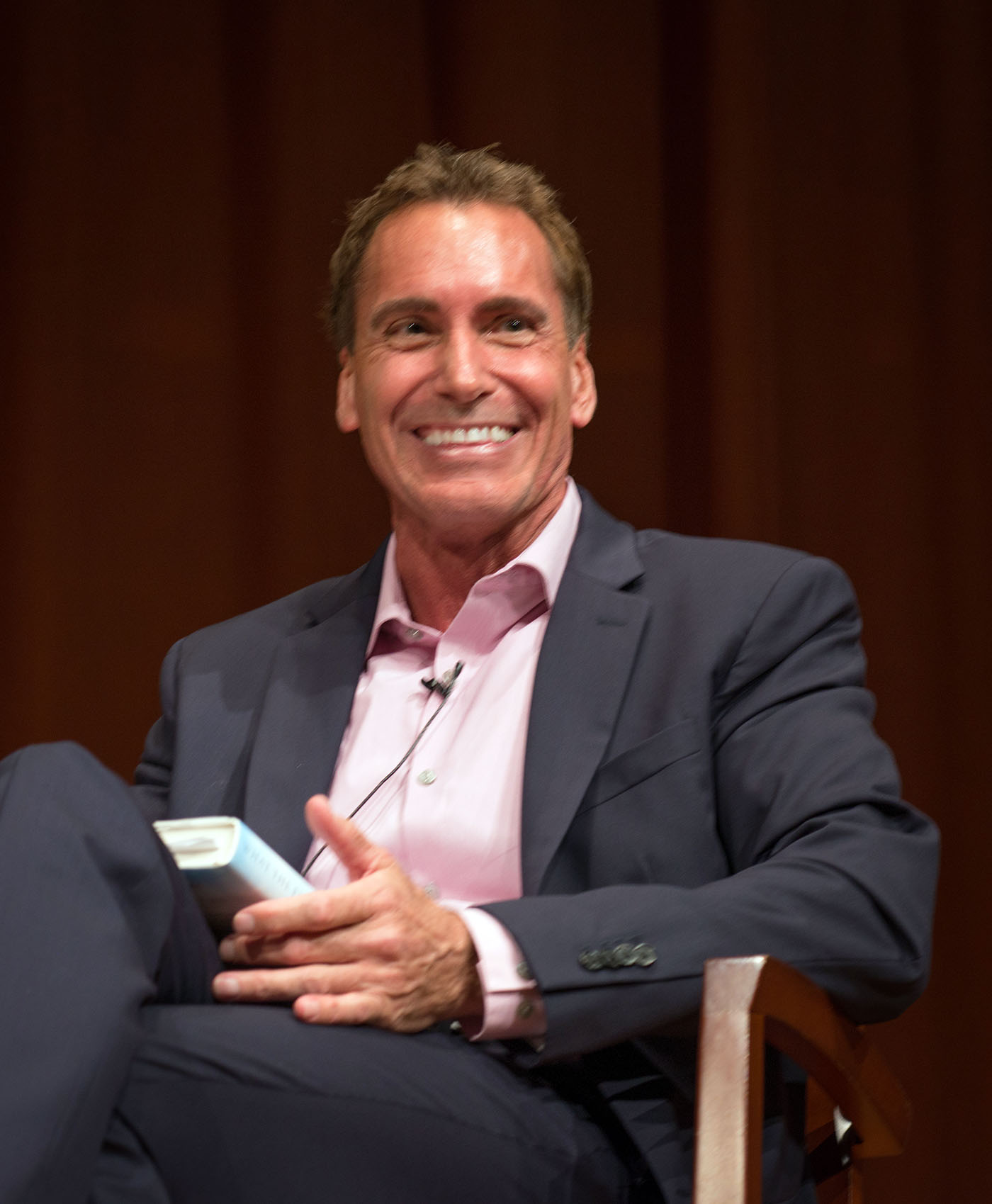
Chris Kolb (2018)

Chris Kolb (* 1958 in Ann Arbor, Michigan) ist ein US-amerikanischer Politiker.

## Leben
Nach seiner Schulzeit an der Huron High School studierte Kolb an der University of Michigan und danach an der Emory University in Atlanta, Georgia. Nach dem Studium war Kolb in der Privatwirtschaft angestellt, wo er im Bereich Abfallwirtschaft und Recyling tätig war. Von Januar 2001 bis Januar 2007 war Kolb als Nachfolger von Elizabeth Brater für die maximal erlaubte Zeit von drei zweijährigen Amtsperioden Abgeordneter im Repräsentantenhaus von Michigan. Ihm folgte als Abgeordnete die Politikerin Rebekah Warren. Kolb ist Mitglied der Demokratischen Partei.
Nach seiner Abgeordnetenzeit war Kolb für die staatliche Early Childhood Investment Corporation tätig. Kolb lebt in Ann Arbor.